# Jon Conway
Jonathan „Jon“ Conway (* 6. Mai 1977 in Media, Pennsylvania) ist ein ehemaliger US-amerikanischer Fußballtorwart. 

## Karriere

### Jugend und Amateurfußball
Conway begann seine aktive Karriere als Fußballtorwart beim FC Delco, einem Fußballklub aus dem östlichen Teil von Pennsylvania. Im Jahre 1996 wechselte Conway an die Rutgers University nach New Jersey, wo er beim dortigen Fußballteam, den Rutgers Scarlet Knights, zu einer Vielzahl von Einsätzen kam. Nach der Beendigung seiner Studienzeit übernahm sein jüngerer Bruder Scott, der ebenfalls an der Universität studierte, Jons Platz im Fußballteam. Während seiner Karriere an der Rutgers University wurde Conway in seinem Senior-Jahr 1999 ins NSCAA All-American Second Team gewählt. Drei Jahre in Folge (1997–1999) war er in der All-Region First Team-Auswahl. Seine größten Erfolge an der Universität waren die Auszeichnungen zum Big East Conference-Torwart der Jahre 1998 und 1999. Mit Conways Hilfe gewannen die Rutgers Scarlet Knights 1999 zum ersten Mal in ihrer Geschichte die Big East Regular-Season.

### Vereinskarriere
Beim MLS SuperDraft 2000 wurde Conway in der 2. Runde als 28. Pick zu den San José Earthquakes, die ihren Spielbetrieb in der Major League Soccer (MLS) haben, gedraftet. Zuerst nur als Ersatztormann für Joe Cannon kam Conway nach dessen Abgang zum RC Lens nach Frankreich zu mehreren Profieinsätzen für die Quakes. Sein Debüt für San José gab er bereits in der Saison 2001. Im Jahre 2000 wechselte Conway leihweise in die, als viertklassig angesehene Amateurliga USL Premier Development League zu den Bay Area Seals, bei den er zu insgesamt vier Einsätzen kam. In den fünf Jahren, in denen er den San José Earthquakes angehörte, kam er zu insgesamt 18 Meisterschaftseinsätzen und war zweifacher MLS-Cup-Sieger (2001 und 2005).
Nach der Saison 2005 wurde Conway im Tausch für einen Draftplatz in der 4. Runde des MLS SuperDrafts 2006 zu den MetroStars gedraftet. Nach seiner ersten Saison beim Verein konnte der Torwart zwölf Meisterschaftseinsätze verzeichnen, bei denen er im Durchschnitt nur ein Tor pro Spiel bekam, was gleichzeitig die beste Leistung eines MLS-Torwarts in dieser Saison bedeutete. Nach der Übernahme des Vereins durch den österreichischen Getränkehersteller Red Bull und der nach sich ziehenden Umbenennung des Klubs in New York Red Bulls kam Conway in der Saison 2007 zu abermals zwölf Ligaeinsätzen, in denen er im Schnitt 1,10 Tore pro Partie geschossen bekam. Zu Kontroversen kam es im Jahre 2008 als Conway positiv auf zwei verschiedene Dopingmittel getestet wurde und so für zehn Spiele gesperrt wurde. In der Zwischenzeit wurde er durch die beiden Torhüter Danny Cepero und Alec Dufty ersetzt. Sein Comeback gab Conway am 18. April 2009, als er beim 2:0-Auswärtssieg über Real Salt Lake wieder im Tor der Red Bulls stand. In seiner Zeit bei den New York Red Bulls kam er auf insgesamt 62 Meisterschaftseinsätzen. Am 29. Juni 2009 wurde er vom Verein entlassen, um im Kader einen freien Platz für den neuen Torwart Bouna Coundoul zu schaffen.
Im September 2009 wurden Conways Rechte, welche den Richtlinien der MLS zufolge noch immer von den New York Red Bulls gehalten wurden, den Chivas USA übergeben. Dies geschah im Gegenzug für einen Pick in der vierten Runde des MLS SuperDrafts 2011.
Im März 2010 wechselte Conway zu Toronto FC. Er sollte den vorher freigestellten Brian Edwards ersetzen. Conway spielte zum ersten Mal für Toronto am 19. Mai 2010 in der Canadian Championship gegen die Vancouver Whitecaps. Sein einziges MLS-Spiel für die Reds absolvierte er am 16. Oktober 2010 im Spiel gegen die Columbus Crew. In der 72. Minute erhielt er die Rote Karte.
Am 13. Januar 2011 wechselte er zu Chicago Fire. Toronto erhielt im Gegenzug den 49. Pick im MLS SuperDraft. Am Saisonende wurde der Vertrag nicht verlängert. Conway kam in den MLS Re-Entry Draft 2011 und wurde von Los Angeles Galaxy ausgewählt. Kurz darauf gab er sein Karriereende bekannt.
Seit dem 31. August 2014 ist Conway Torwarttrainer beim FC Toronto. 

## Dopingbefund
Am 16. Oktober 2008 wurde bekannt gegeben, dass Conway, sowie sein Teamkollege Jeff Parke positiv auf die Steroide Androstadienon und Boldenon Metabolites getestet wurden. Die beiden Dopingfälle waren die ersten in der 15-jährigen Geschichte der Major League Soccer. Conway und Parke wurden in weiterer Folge für 10 Ligaspiele gesperrt und es wurde ihnen eine Geldbuße von 10 % ihres Gehalts auferlegt.

## Erfolge
- 3× All-Region First Team: 1997, 1998 und 1999
- 2× Big East Conference Torwart des Jahres: 1998 und 1999
- 1× NSCAA All-American Second Team: 1999
- 1× Gewinn der Big East Regular-Season: 1999
- 2× MLS-Cup-Sieger: 2001 und 2005 mit den San José Earthquakes

## Privat
Jon Conway gründete mit seinem jüngeren Bruder Scott die Conway Goalkeeper Academy in Kalifornien. Weiters gründete der begeisterte Golfer und Surfer eine eigene Stiftung mit dem Namen The B. Wright Project. Außerdem ist er an der Organisation Ayuda for the Arts und an der John T. Jackson Scholarship Foundation beteiligt.